# The Connect: Dejavu
The Connect: Dejavu è il sesto EP del gruppo musicale sudcoreano Monsta X, pubblicato nel 2018.

## Tracce
1. Jealousy – 3:27
2. Destroyer – 3:56
3. Fallin' (폭우) – 3:51
4. Crazy In Love (미쳤으니까) – 3:17
5. Lost In The Dream – 4:00
6. If Only – 4:03
7. Special – 3:33